# Regulador de tensió

Símbol IEC d'un regulador de tensió.

Un regulador de tensió (a vegades traduït de l'anglès com regulador de voltatge) és un circuit electrònic dissenyat amb l'objectiu de protegir aparells elèctrics i electrònics delicats de variacions de diferència de potencial (tensió/voltatge), descàrregues elèctriques i "soroll" existent al corrent altern de la distribució elèctrica. Els reguladors de tensió estan presents en les fonts d'alimentació de corrent continu regulades, la missió és la de proporcionar una diferència de potencial constant a la seva sortida. Un regulador de tensió eleva o disminueix "automàticament" el corrent perquè el voltatge sigui estable, és a dir, perquè el flux de voltatge arribi a un aparell sense irregularitats. Això, a diferència d'un "supressor de pics" el qual només evita els sobre voltatges sobtats (pics). Un regulador de voltatge pot o no incloure un supressor de pics.

## Funcionament

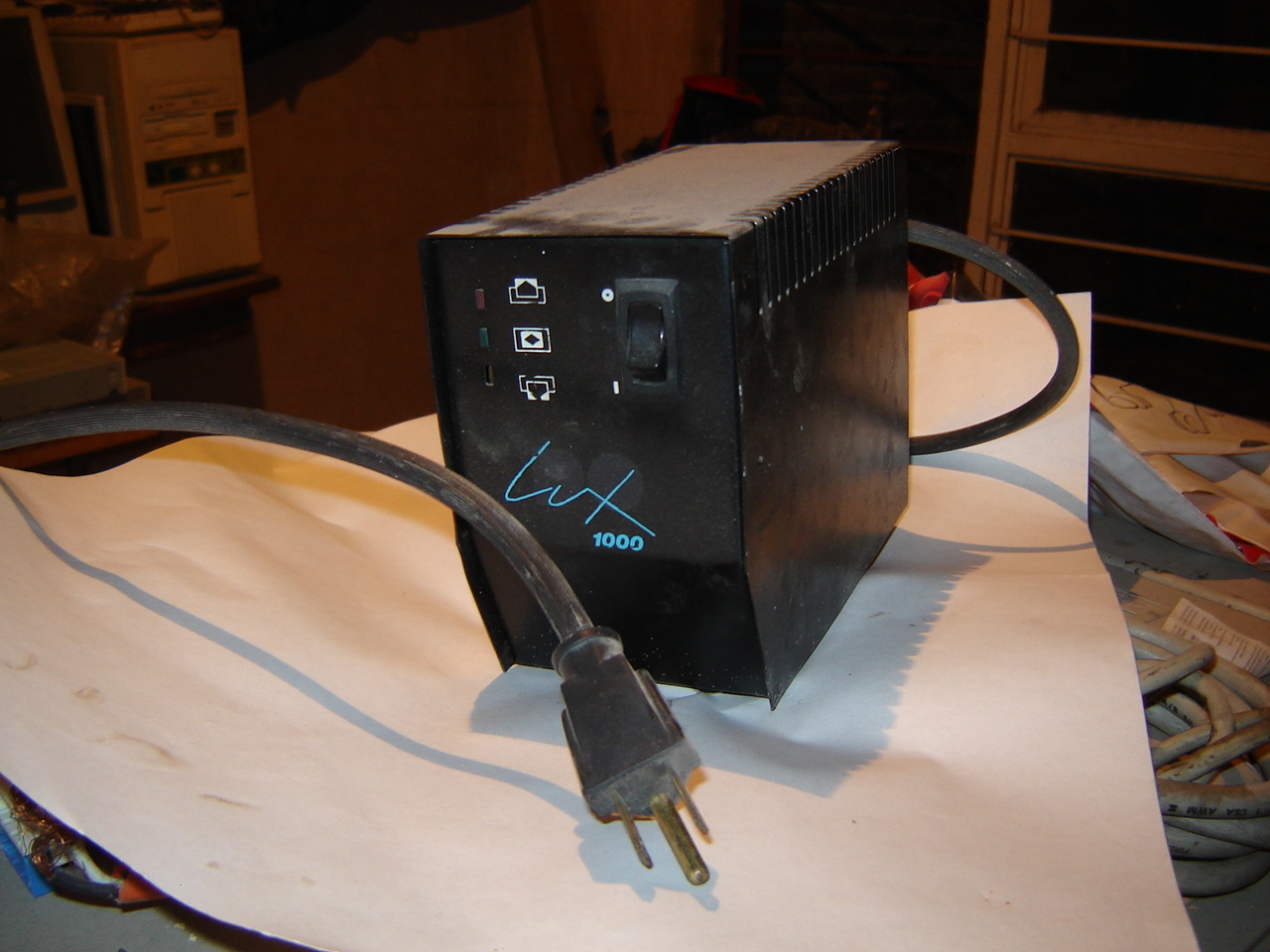
Regulador de voltatge extern.

Quan el voltatge excedeix cert límit establert en el protector de pics és desviat cap a una línia a terra, evitant així que es malmeti l'aparell elèctric delicat.
Un protector de pics consta dels següents components:
- Un fusible o un protector magnetotèrmic que desconnecta el circuit quan s'està sobrepassant el límit de voltatge, o en cas d'una descàrrega.
- Un transformador.
- Resistència variable.
- Díode Zener també conegut com a díode de supressió de voltatge.

Aquests aparells s'utilitzen des de fa molt de temps, només que era comú veure'ls protegint els televisors. Actualment és normal veure'ls en els equips de còmput. A un regulador de voltatge ja connectat amb l'ordinador, no se li ha de connectar cap altra cosa, per exemple si li connectem una aspiradora es cremarà el fusible del regulador quan l'encenguem, si una quantitat així arriba a l'ordinador, el mínim que passaria seria que la font o la targeta mare es cremessin.

### Necessitat de regulació
La tensió que arriba als endolls de les llars, no és adequada, en general, per alimentar els aparells electrònics, ja que és una tensió el valor i sentit de circulació de la qual canvia periòdicament. La majoria dels circuits electrònics necessiten una tensió de menor amplitud i valor continu en el temps.
El primer que es fa és reduir aquesta tensió amb un transformador, després es rectifica perquè circuli en un sol sentit, i després s'hi afegeix un filtre que absorbirà les variacions de tensió, tots aquests blocs componen la font d'alimentació regulada bàsica. Per circuits més sensibles o per donar una alimentació de més qualitat, es fa necessària la inserció en la font d'alimentació del bloc regulador de tensió, el qual ha de proporcionar una tensió constant, a més de disminuir el petit arrissat que queda en la tensió després de passar pel filtre.

## Regulació amb díode Zener

### Díode Zener

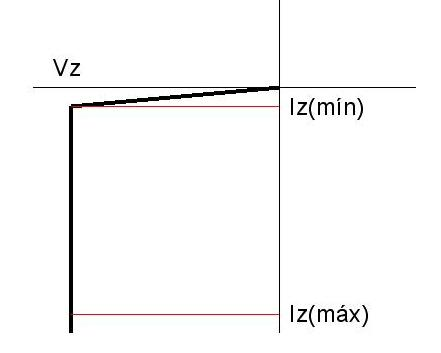
Corba idealitzada inversa del Zener.

El díode Zener és un tipus especial de díode preparat per treballar a la zona inversa. Quan s'arriba a la denominada tensió Zener en polarització inversa, davant un augment del corrent a través del díode, aquest manté la tensió constant entre els seus terminals dins de certs marges. Si el corrent és molt petita la tensió començarà a disminuir, però si és excessiva pot destruir el díode.
Aquesta propietat fa que el díode Zener sigui utilitzat com a regulador de tensió en les fonts d'alimentació.

### Regulador paral·lel

Circuit regulador Díode Zener.

És el regulador de tensió més senzill. Consisteix en una resistència sèrie d'entrada i el díode Zener en paral·lel amb la càrrega com es mostra a la següent imatge.
Quan la tensió d'entrada augmenta es produeix un augment del corrent d'entrada, com la tensió del díode Zener és constant, absorbeix l'excés de corrent, mentre la resistència d'entrada absorbeix aquesta variació de tensió. Si es produeix una disminució de la tensió d'entrada la caiguda de tensió en la resistència d'entrada disminuirà, compensant la disminució inicial, per l'Zener circularà menor corrent.
Del circuit es dedueix que perquè el Zener s'estabilitzi correctament, la tensió mínima a la seva entrada (U  IN ), ha de ser major que la tensió de referència del Zener (Vz). També hi ha un límit de tensió màxima deguda a les limitacions de potència del dispositiu. Si es compleixen aquestes premisses, la tensió en la càrrega serà molt aproximada igual a la del Zener.
Les equacions bàsiques del circuit són les següents:
{\displaystyle Vin=Vr+Vz}
On Vin és la tensió d'entrada, Vr la tensió en la resistència sèrie i Vz la tensió del Zener
o de la resistència de càrrega.
{\displaystyle Ie=Iz+Is}
On Ie és el corrent d'entrada, Iz el corrent pel Zener i Is el corrent per la càrrega.

### Regulador en sèrie

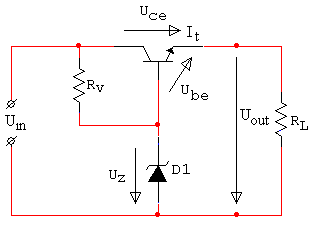
Estabilitzador de tensió.

Aquest tipus de regulador utilitza un transistor en sèrie amb la càrrega, com pot observar-se en l'esquema.
En aquest circuit el corrent d'entrada segueix els canvis del corrent per la càrrega, però, en el regulador paral·lel el corrent per la càrrega es mantenia constant. En haver substituït la resistència sèrie per un transistor, aquest regulador té un major rendiment que l'anteriorment vist, per la qual cosa s'utilitza en circuits de major potència.
Si es produeix una baixa en el valor de la resistència de càrrega, el corrent d'entrada al circuit estabilitzador augmenta i per on, també augmenta el corrent per la resistència R1, com el díode Zener manté la seva tensió constant, augmenta la caiguda de tensió en R1, de manera que la tensió col·lector-base del transistor augmenta, tornant-se menys conductiu, i estabilitzant l'augment inicial de corrent.

## Reguladors integrats
Avui en dia és més comú trobar en les fonts d'alimentació reguladors integrats, normalment
són components molt semblants als transistors de potència, solen tenir tres terminals, un
entrada, un comú o massa, i un de sortida, tenen una capacitat de reducció de l'arrissat molt alta i
normalment només cal connectar un parell de condensadors. Existeixen circuits reguladors amb un
gran ventall de tensions i corrents de funcionament. La sèrie més coneguda de reguladors integrats és la 78xx i la sèrie 79xx per tensions negatives. Els de major potència necessitaran un dissipador de calor, aquest és el principal
problema dels reguladors sèrie lineals tant discrets com integrats, en estar en sèrie amb la
carrega les caigudes de tensió en els seus components provoquen grans dissipadors de potència.

## Reguladors commutats
Els reguladors commutats solucionen els problemes dels dispositius anteriorment esmentats, tenen major rendiment de conversió, ja que els transistors funcionen en commutació, reduint així la potència dissipada en aquests i la mida dels dissipadors. Es poden trobar aquest tipus de fonts en els ordinadors personals, en electrodomèstics, reproductors DVD, etc., un desavantatge és la producció de soroll electromagnètic produït per la commutació a freqüències elevades, havent d'apantallar i dissenyar correctament la PCB (Placa de Circuit Imprès) del convertidor.